# Campeonato Panamericano de Halterofilia
El Campeonato Panamericano de Halterofilia es una competición de levantamiento de pesas en el continente americano.

## Lista
- 2004
- 2006
- 2008:  Callao, Perú - 19 de marzo al 23 de marzo de 2008
- 2010:  Guatemala, Guatemala - mayo 26 al 30 - Coliseo Deportivo Ciudad de los Deportes Juan José Arévalo Bermejo F.G.
- 2012
- 2013
- 2014:  Santo Domingo, República Dominicana - mayo 26 al junio - Pabellón de Halterofilia Dr. José Joaquín Puello
- 2016:  Cartagena, Colombia - junio 6 al junio 11
- 2017:  Miami, Estados Unidos - 21 de julio al 28 de julio[1]
- 2018:  Santo Domingo, República Dominicana - 12 la 19 de mayo - Pabellón de Halterofilia Dr. José Joaquín Puello[2]
- 2019:  Guatemala, Guatemala[3]
- 2020:  Santo Domingo, República Dominicana
- 2021:  Guayaquil, Ecuador[4]
- 2022:  Bogotá, Colombia - 22 al 30 de julio[5]
- 2023:  San Carlos de Bariloche, Argentina
- 2024:  Caracas, Venezuela